# Sistema de Delay

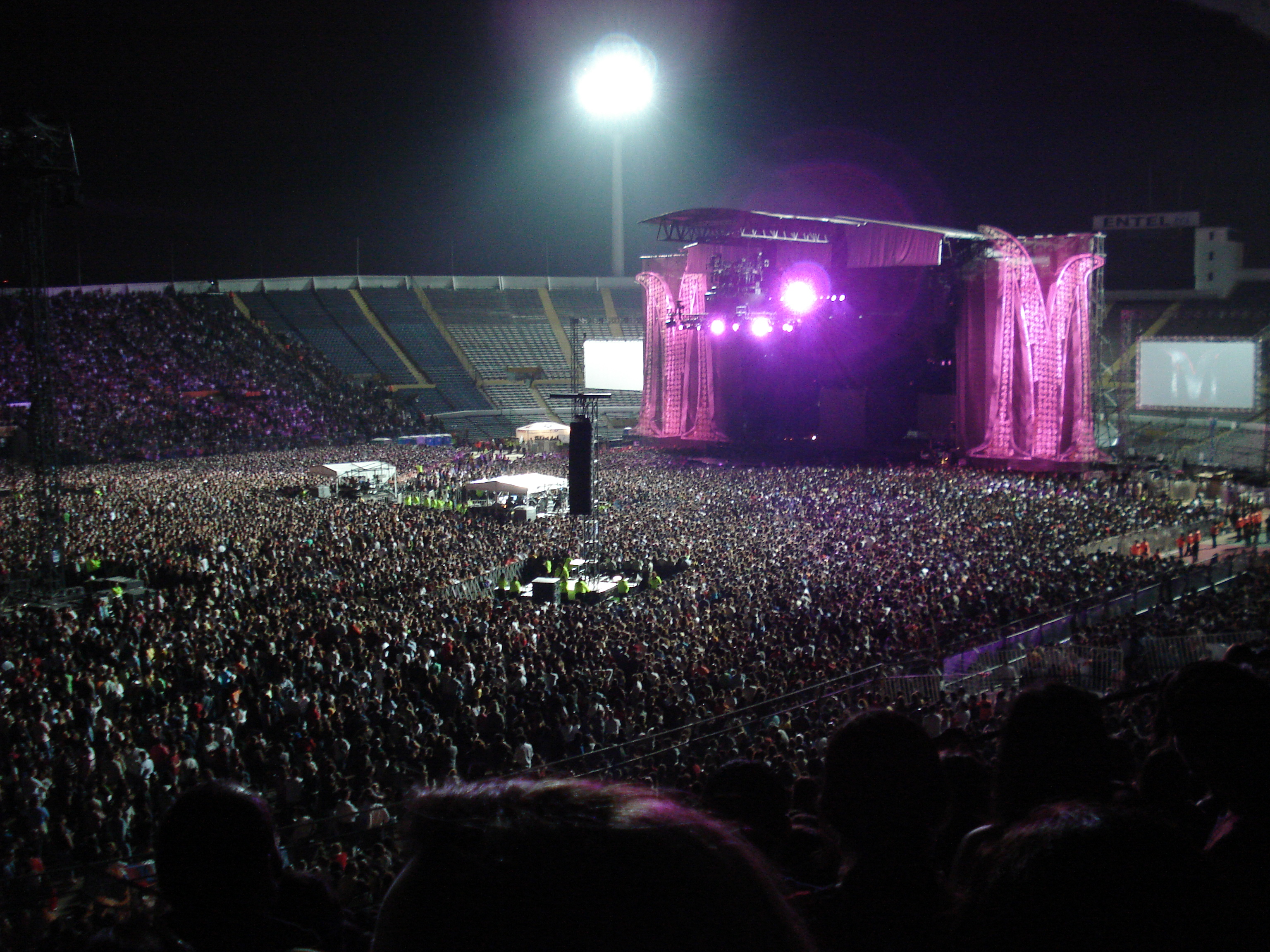

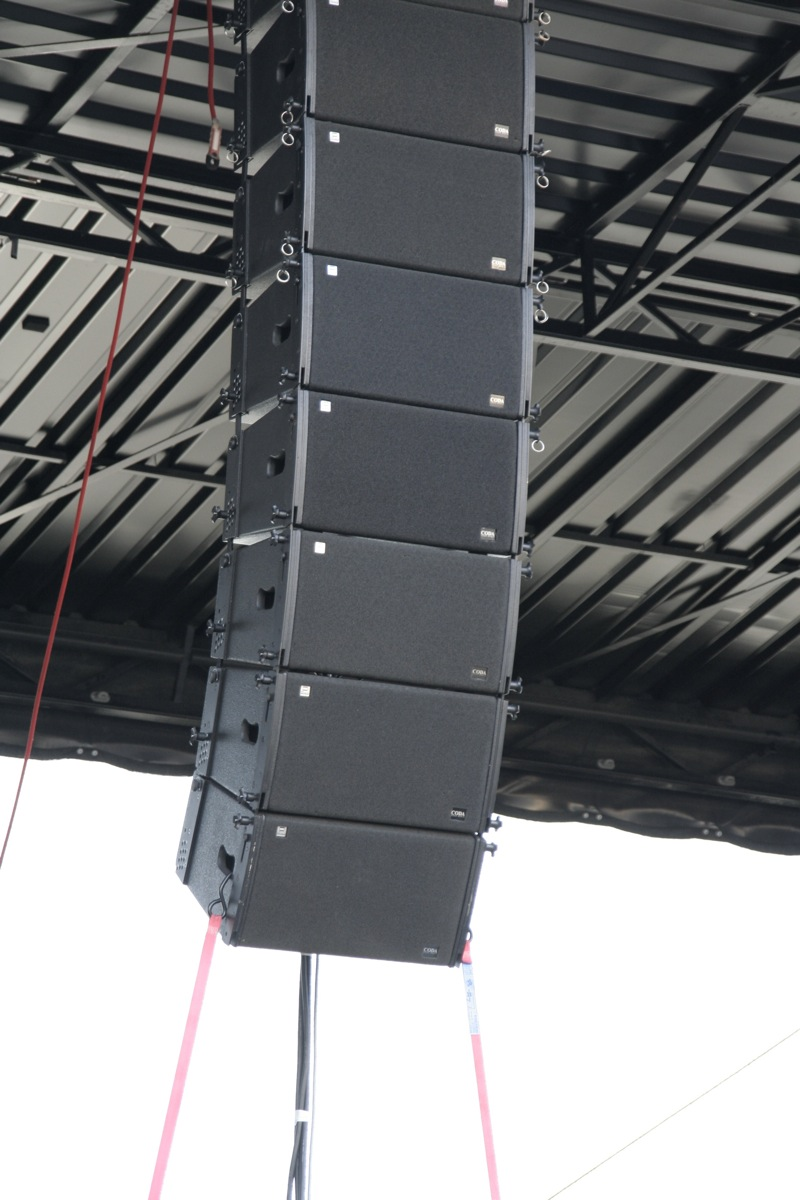

Un sistema de delay, o satélite, es un tipo de sistema de sonido que tiene como objetivo proporcionar cobertura a las zonas más alejadas de la audiencia, que el sistema principal no es capaz de cubrir de forma correcta.

## Introducción
Aunque existen diversos tipos de altavoces, los más utilizados actualmente para la sonorización de grandes eventos y festivales son los denominados line array, un sistema compuesto por una serie de altavoces acoplados entre sí, formando una línea que distribuye el sonido de manera direccional, permitiéndonos controlar más o menos la cantidad de sonido que queremos hacer llegar a cada zona del recinto.
Los sistemas line array suelen cubrir totalmente la demanda de sonido en la mayoría de los casos, pero para la realización de eventos audiovisuales de gran formato en exteriores, o en espacios interiores amplios, donde el sistema principal no es capaz de conseguir una distribución del nivel de presión sonora adecuada en todas las zonas de audiencia, es necesaria la presencia de altavoces que complementen la PA principal, o en algunos casos directamente la sustituyan.

## Torres de Delay
Las torres de delay, o torres de retardo, sirven para desplazar la línea de sonido para reforzar al sistema principal en recintos amplios, para así poder tener un nivel de presión sonora constante en todo el terreno, y conseguir una cobertura amplia de toda la zona de audiencia. Esto se consigue colocando un sistema de altavoces a una distancia determinada del sistema principal, y aplicándole a este sistema de delay un retardo, que será equivalente al tiempo que tarda el sonido en recorrer la distancia entre la fuente principal y la torre de delay. Hemos de tener en cuenta que estamos sonorizando un evento que ocurre en un lugar determinado, por lo que si el nivel del sistema de delay es demasiado elevado, nuestros oídos van a localizar la fuente principal de sonido en la torre de delay y no en el escenario, por lo que se creará una sensación extraña y poco natural para el oyente. Para conseguir la sensación de que el sonido llega del escenario se añadirá un pequeño tiempo de retardo extra a la torre de delay, de esta manera la audiencia recibirá primero la onda sonora procedente de la fuente principal, justo antes de ser reforzada.

## Otros Usos
Los sistemas de delay, además de para solucionar los problemas de perdida de presión sonora con la distancia, también son usados para contrarrestar el efecto de sombra acústica que se produce en determinados recintos, por ejemplo, en la zonas de público bajo balcones de algunos teatros, donde éstos no permiten en muchos casos la reproducción de frecuencias agudas.

## Cálculo del retardo del Sistema de Delay
La velocidad del sonido varía en función del medio por el que se transmite. En la atmósfera terrestre es de 343,2 m/s (a 20 °C de temperatura, con 50 % de humedad y a nivel del mar). Para calcular la velocidad del sonido en el aire en función de la temperatura utilizaremos la siguiente ecuación:

{\displaystyle C=331,45+0,597t}

Dónde: 
C es la velocidad del sonido (m/s)
331,45 es la velocidad del sonido a nivel del mar (m/s)
0,597 es la variación en la velocidad del sonido en función de la temperatura
t es la temperatura ambiente (ºC)
Una vez conocida la velocidad del sonido, para calcular el tiempo de delay que aplicaremos al sistema satélite con respecto al principal utilizaremos la siguiente ecuación:
{\displaystyle \upsilon =x/t}
Dónde:
v es la velocidad del sonido (m/s)
x es el espacio entre el sistema principal y la torre de delay (m)
t es el tiempo que tarda el sonido en recorrer la distancia entre el sistema principal y la torre de delay (s).